# Blaue-Windeln-Syndrom
Das Blaue-Windeln-Syndrom (engl. blue diaper syndrome), auch als Tryptophan-Malabsorptionssyndrom bezeichnet, ist eine sehr seltene angeborene Stoffwechselerkrankung, bei der es zu einer Malabsorption der Aminosäure Tryptophan kommt. 
In der Folge ergeben sich erniedrigte Tryptophanwerte im Blut. Nicht resorbiertes Tryptophan wird im Verdauungskanal von Bakterien zu Indol abgebaut und in der Leber zu Indikan verstoffwechselt. Dieses wird über die Nieren ausgeschieden und kann die Windeln von Säuglingen blau färben, da sich das Indikan bei Kontakt mit der Luft zu Indigoblau verfärbt. Zugleich finden sich Wachstumsstörungen, rezidivierende Fieberschübe, Hyperkalziämie und Hyperphosphaturie. Der Erbgang der Erkrankung ist noch unklar. Diskutiert werden ein autosomal-rezessiver und ein X-chromosomal-rezessiver Erbgang. Die genauen molekularbiologischen Ursachen der Erkrankung sind ebenfalls noch unbekannt. In Frage kommen Mutationen an dem L-Typ-Aminosäure-Transporter 2 (SLC7A8, LAT2) auf Chromosom 14 Genlocus q11.2 oder dem T-Typ-Aminosäure-Transporter 1 (SLC16A10, TAT1) auf Chromosom 6 Genlocus q21-q22. 
Symptome des Blaue-Windeln-Syndroms ergeben sich jedoch auch bei erworbener Tryptophan-Malabsorption. 
Eine Blaufärbung des Urins findet sich auch nach Aufnahme von Farbstoffen (beispielsweise Patentblau V), bei Harnwegsinfekten durch Pseudomonas aeruginosa mit Bildung von Pyocyanin und beim Purple urine bag syndrome (PUBS).